# Selección juvenil de rugby de Brasil
La selección juvenil de rugby de Brasil es el equipo nacional de rugby regulada por la Confederação Brasileira de Rugby (CBRu). La edad de sus integrantes varía según la edad máxima permitida del torneo, en los Sudamericanos A son para menores de 20 denominándose a la selección Brasil M20.

## Uniforme
La camiseta de los seleccionados juveniles puede ser amarilla con vivos verdes o con los colores invertidos. Los shorts y las medias verdes o blancas.

## Palmarés
- Sudamericano B M18 (2): 2008, 2012[4]

## Participación en copas
| - Brasil 2019: 7º puesto (anfitrión) - Mundial M19 C 1995: 5º puesto - Mundial M19 C 1996: 8º puesto - Mundial M19 C 1997: 6º puesto - Mundial M19 C 1998: 4º puesto - Mundial M19 C 1999: 5º puesto - Sudamericano 1972: 5º puesto (último) - Sudamericano 1974: ? - Sudamericano 1978: 5º puesto (último) - Sudamericano 1980: ? - Sudamericano 1982: 5º puesto (último) - Sudamericano 1988: 5º puesto (último) - Sudamericano 1990: 4º puesto - Sudamericano 1993: ? - Sudamericano 1994: 4º puesto - Asunción 2018: 5º puesto (último) - Montevideo 2019: 4º puesto - Asunción 2019: no participó - Rio Segundo 2023: No participó - Rio Segundo 2024: 6° puesto | - Asunción 1998: 5º puesto - Sudamericano 1999: 5º puesto (último) - Sudamericano A 2009: 4º puesto - Sudamericano A 2010: 5º puesto (último) - Sudamericano A 2011: 5º puesto (último) - Sudamericano A 2013: 4º puesto (último) - Sudamericano A 2014: 3º puesto - Sudamericano A 2015: 3º puesto - Sudamericano A 2016: 3º puesto - Sudamericano A 2017: 3º puesto - Sudamericano A 2019: 4º puesto (último) - Sudamericano A 2024: 3° puesto - Sudamericano A 2018: 4º puesto - Sudamericano A 2019: 4º puesto (último) - Sudamericano B 2022: 2° puesto - Sudamericano B 2023: 2° puesto - Sudamericano B 2008: Campeón invicto - Sudamericano B 2012: Campeón invicto |